# Библеистика
Библеи́стика — научная дисциплина, занимающаяся изучением различных аспектов библейской литературы. Как отдельная дисциплина сложилась в эпоху Реформации, и с тех пор традиционно присутствует в качестве отдельного факультета в большинстве университетов западного мира.
Современными центрами библеистики являются Германия, Великобритания, Израиль, США и Скандинавские страны. В наши дни всё более важное место в библеистике занимает Испания. Библеистике посвящены десятки периодических изданий на немецком, английском, иврите, французском и других языках. Ежегодно появляются десятки новых книг, посвящённых библеистике. За всеми этими новинками неотступно следят пять важнейших каталогов: «Elenchus», «IZBG», «OTA» («Old Testament Abstracts»), «NTA» («New Testament Abstracts»), «TA» («Theological Abstracts»).

## Разделы библеистики
Среди разделов библеистики можно отметить археологию, историю, географию, древние языки, в частности, древнееврейский язык, а также библейскую теологию, экзегезу, критику текста, вопросы перевода, историю канона, сравнительное религиоведение, патристику, художественно-литературоведческие аспекты, историю древней юриспруденции, культурологический и социологический анализ и другое. Особое место в библеистике занимает исследование околобиблейской литературы (апокрифы, античные комментарии и переводы и т. п.)

## Развитие библеистики
В начале XVIII века основы текстологии Нового Завета заложил лютеранский библеист Иоганн Бенгель.
В течение XX века было обнаружено огромное количество древних рукописей, подтолкнувших библеистику к бурному развитию. Среди этих находок можно указать на такие известные как свитки Мёртвого моря (Кумранские рукописи), каирская гениза и угаритская библиотека.
В России библеистика стала популярна в начале XIX века. Многие русские учёные организовывали археологические экспедиции в библейские страны, появились ряд переводов Библии и отдельных библейских книг с еврейского и греческого, издавались словари с древнееврейского и древнегреческого на русский, активно занимались вопросами текстологии. Много книг по библеистике было переведено с немецкого и французского. Даже после революции 1917 года ещё около 10 лет библеисты России встречались на совместных конференциях и проявляли активность. Среди наиболее выдающихся библеистов XIX — начала XX века были А. А. Олесницкий, Г. П. Павский, В. П. Рыбинский, И. Г. Троицкий, Н. Н. Глубоковский, М. С. Пальмов, Ф. Г. Елеонский, А. П. Лопухин, Д. И. Введенский, П. И. Казанский, М. Э. Поснов, И. Е. Евсеев и др.
В советскую эпоху библейские исследования рассматривались с социально-экономических и идейных предпосылок, разработанных в рамках марксизма. Параллельно шла разработка и самой истории раннего христианства. Первой научной работой была книга С. А. Жебелёва «Евангелия канонические и апокрифические». С дореволюционных лет продолжал разработку библеистической тематики востоковед академик Н. М. Никольский (1877—1959). Позже к проблемам новозаветной литературы обращались историки Н. Румянцев и Р. Ю. Виппер («Возникновение христианской литературы»).
Были опубликованы работы И. С. Свенцицкой («Запрещённые евангелия» и др.) и М. К. Трофимовой по апокрифам Нового Завета, Я. А. Ленцмана («Сравнивая евангелия» и «Происхождения христианства»), проф. А. А. Алексеева «Текстология славянской Библии». В наши дни проблемами библеистики занимаются в Санкт-Петербурге на филологическом и философском факультетах СПбГУ, на факультете библеистики в СПбХУ, в Москве в РГГУ, в ББИ и в МБС ЕХБ.

### Периодика по библеистике
Среди важнейших научных периодических изданий по библеистике (не включая ежегодники) стоит отметить:
- Англия:
  - JSOT («Journal for the Study of the Old Testament»),
  - JSNT («Journal for the Study of the New Testament»).
- Германия:
  - BZ («Biblische Zeitschrift»),
  - ZTAW («Zeitschrift fu: r Alttestamentliche Wissenschaft»).
- Голландия:
  - VT («Vetus Testamentum»),
  - NT («Novum Testamentum»).
- Израиль:
  - BM («Beth-Miqra»).
- США:
  - JBL («Journal of Biblical Literature»),
- Франция:
  - RB («Revue Biblique»).
- Швеция:
  - SJOT («Scandinavian Journal for the Old Testament»).

Кроме того, статьи по библеистике постоянно публикуются в ежегодниках, «Festschriften», электронных журналах (напр. JSIJ) и периодике более широкого профиля (напр. голландский «JSJ», израильский «Tarbiz», российский «ВДИ»).